# Fântâna Mare (okręg Tulcza)
Fântâna Mare – wieś w Rumunii, w okręgu Tulcza, w gminie Ciucurova. W 2011 roku liczyła 490 mieszkańców.